# Mista Don't Play: Everythangs Workin
Albums de Project Pat
Murderers & Robbers
(2000) Layin' da Smack Down
(2002)
Mista Don't Play: Everythangs Workin est un album studio du rappeur Project Pat, sorti le 13 février 2001.

## Contexte
L'album est enregistré au Hypnotize Minds Studio, à Memphis (Tennessee). Il sort le 13 février 2001 sur les labels Hypnotize Minds, Loud Records et Universal Records,. Il a pour singles les chansons Chickenhead et Don't Save Her,. Sa sortie coïncide avec la montée en popularité du groupe Three 6 Mafia, qui participe à la production de l'album. Elle arrive également entre l'arrestation de Project Pat et son incarcération.

## Contenu
L'album dure 1 heure, 13 minutes et 45 secondes. Les beats de l'album sont décrits par AllMusic comme « menaçants », « consistant en des coups de batterie lourds et répétitifs ; ainsi que des charlestons et des caisses claires sinistres ». Les producteurs de l'album sont DJ Paul et Juicy J du groupe Three 6 Mafia. Employant des thèmes strictement gangsta, il mentionne notamment le trafic de drogues. Le New Musical Express note également la présence de quelques chansons festives.

## Liste des titres
| No  | Titre                                                | Durée |
| --- | ---------------------------------------------------- | ----- |
| 1.  | Chickenhead (avec La Chat et Three 6 Mafia)          |       |
| 2.  | Out There Part 2 (skit)                              |       |
| 3.  | Cheese and Dope                                      |       |
| 4.  | Whole Lotta Weed                                     |       |
| 5.  | Don't Save Her (avec Crunchy Black)                  |       |
| 6.  | If You Ain't From My Hood (avec DJ Paul et Juicy J)  |       |
| 7.  | Gorilla Pimp (avec Namond Lumpkin)                   |       |
| 8.  | Break da Law 2001 (avec Three 6 Mafia)               |       |
| 9.  | So Hi (avec Lord Infamous)                           |       |
| 10. | 201 Phone Call (skit)                                |       |
| 11. | We Can Get Gangsta                                   |       |
| 12. | Ski Mask (avec Crunchy Black)                        |       |
| 13. | Life We Live (avec Namond Lumpkin et Edgar Fletcher) |       |
| 14. | Y'all Niggaz Ain't No Killaz, Y'all Niggaz Some Hoes |       |
| 15. | Ooh Nuthin'                                          |       |
| 16. | We Ain't Scared Hoe                                  |       |
| 17. | Aggravated Robbery                                   |       |
| 18. | North North                                          |       |
| 19. | Fuckin' With the Best (avec Hypnotize Camp Posse)    |       |
| 20. | Mission Impossible (Pt. 5 Million) (outro)           |       |

## Accueil critique
AllMusic se plaint que l'album n'aille pas assez loin musicalement et lyriquement. Pour Entertainment Weekly, le disque donne espoir pour le futur du hip-hop du sud des États-Unis. Si le New Musical Express apprécie l'album, le magazine regrette cependant un album trop homogène.

## Accueil commercial
L'album débute en deuxième place du Top R&B/Hip Hop Albums.

### Classements
| Classement (2001)                   | Meilleure position |
| ----------------------------------- | ------------------ |
| États-Unis (Billboard 200)          | 4                  |
| États-Unis (Top R&B/Hip-Hop Albums) | 2                  |
| États-Unis (Independent Albums)     | 1                  |

### Certification
| Pays                                                                       | Certification | Ventes certifiées |
| -------------------------------------------------------------------------- | ------------- | ----------------- |
| États-Unis (RIAA)                                                          | Or            | 500 000           |
| xNon précisé par la certification ‡ventes/streaming selon la certification |               |                   |

## Suite
Le 14 avril 2015, Project Pat sort une suite à cet album, Mista Don't Play 2: Everythangs Money, qui est distribué par Entertainment One.

## Influence
D'après Pitchfork, Mista Don't Play influence l'album Have Mercy On Us d'ICYTWAT.